# Balkan welaýaty
Balkan welaýaty (früher russisch Красноводская область Krasnowodskaja Oblast) ist eine der fünf Provinzen Turkmenistans.
Die Provinz liegt im Westen des Landes an der Küste des Kaspischen Meeres und dessen salzhaltiger Lagune Kara-Bogas-Gol. Sie grenzt im Norden an Kasachstan und Usbekistan und im Süden an Iran. Sie ist benannt nach dem Großen Balkan, einem bis zu 1.880 m hohen Gebirgsmassiv (nicht zu verwechseln mit dem gleichnamigen Gebirge in Südosteuropa).
Die Fläche beträgt 139.270 km², die Einwohnerzahl (2005) rund 553.500, somit ergibt sich eine Bevölkerungsdichte von rund 4 Einwohnern/km².
Die Hauptstadt der Provinz ist Balkanabat (früher Nebit-Dag), andere größere Städte sind Türkmenbaşy (früher Krasnowodsk), Gyzylarbat, Hazar und Gumdag.

## Etymologie
Eine Vermutung besagt, dass der Name „Balkan“ von „Bal akan“ kommt, was so viel wie „wo der Honig fließt“ bedeutet. Dies könnte mit den großen Vorkommen von Erdöl in der Gegend zu tun haben. Der turkmenische Politiker Saparmyrat Nyýazow erklärte den Namen jedoch so:
Dieser Name leitend sich von dem Wort „Berg“ in alten türkischen Sprachen ab – vergleiche das Balkangebirge in Bulgarien. In der türkischen Sprache wird es ebenfalls verwendet um „Bergspitze“ zu beschreiben. In den Wörterbüchern von Budagovyts und Gadlovyts kommt es auch mit dem selbem Sinn vor. Dieser uralte Name der schon im 11. Jahrhundert existiert hat wird nun von lokalen Bewohnern als „fließender Honig“ interpretiert.

## Demographie

### Anteil von verschiedenen Bevölkerungsgruppen in der Balkan Region (2022)
| Ethnizität            | Gesamt      | Gesamt  | In Städten  | In Städten | Auf dem Land | Auf dem Land |         |
| Ethnizität            | Bevölkerung | %       | Bevölkerung | %          | Bevölkerung  | %            |         |
| --------------------- | ----------- | ------- | ----------- | ---------- | ------------ | ------------ | ------- |
| Ethnizität            | Turkmenen   | 496,541 | 93,71 %     | 402,307    | 92,47 %      | 94,234       | 99,40 % |
| Russen                | 14,412      | 2,72 %  | 14,356      | 3,30 %     | 56           | 0,06 %       |         |
| Aserbaidschaner       | 7,389       | 1,40 %  | 7,332       | 1,69 %     | 57           | 0,06 %       |         |
| Usbeken               | 2,895       | 0,55 %  | 2,721       | 0,63 %     | 174          | 0,19 %       |         |
| Kasachen              | 2,663       | 0,50 %  | 2,484       | 0,57 %     | 179          | 0,19 %       |         |
| Armenier              | 2,150       | 0,41 %  | 2,149       | 0,49 %     | 1            | 0,00 %       |         |
| Lesgier               | 1,479       | 0,28 %  | 1,477       | 0,34 %     | 2            | 0,00 %       |         |
| Tataren               | 1,127       | 0,21 %  | 1,123       | 0,26 %     | 4            | 0,01 %       |         |
| Belutschen            | 338         | 0,06 %  | 262         | 0,06 %     | 76           | 0,08 %       |         |
| Ukrainer              | 306         | 0,06 %  | 306         | 0,07 %     | –            | –            |         |
| Perser                | 38          | 0,01 %  | 30          | 0,01 %     | 8            | 0,01 %       |         |
| Kurden                | 21          | 0,00 %  | 19          | 0,00 %     | 2            | 0,00 %       |         |
| Karakalpaken          | 19          | 0,00 %  | 15          | 0,00 %     | 4            | 0,00 %       |         |
| Afghanen              | 15          | 0,00 %  | 11          | 0,00 %     | 4            | 0,00 %       |         |
| Koreaner              | 13          | 0,00 %  | 13          | 0,00 %     | –            | –            |         |
| andere Nationalitäten | 489         | 0,09 %  | 485         | 0,11 %     | 4            | 0,00 %       |         |
| Gesamt                | 529,925     | 100%    | 435,120     | 100%       | 94,805       | 100%         |         |
| Quelle:               |             |         |             |            |              |              |         |

## Administrative Unterteilungen

### Distrikte
Balkan welaýaty ist in 6 Distrikte (Turkmenisch etrap, Plural etraplar) unterteilt:
1. Bereket (früher Gazanjyk)
2. Esenguly (früher Hasan-Kuli)
3. Etrek (früher Gyzyletrek)
4. Gyzylarbat (von 1999 bis 2022 Serdar)
5. Magtymguly (früher Garry Gala)
6. Türkmenbaşy

Zusätzlich is Türkmenbaşy in Stadtteile mit einem Distrikt-Status unterteilt und hat daher einen vom Präsidenten gewählten Bürgermeister.
- Stadtteile von Türkmenbaşy:

1. Awaza etraby

Der frühere Stadtteil Kenar der Stadt Türkmenbaşy wurde am 9. November 2022 abgeschafft.

### Gemeinden
Stand 2017 beinhaltet die Provinz 10 Städte (Russisch города und Turkmenisch şäherler), 13 Kleinstädte (Russisch посёлки und Turkmenisch şäherçeler), 33 Bezirke (Russisch сельские советы und Turkmenisch geňeşlikler) und 112 Dörfer (Russisch села, сельские населенные пункты und Turkmenisch obalar). Die beiden Städte Gumdag und Hazar wurden im November 2022 auf einen Status als Kleinstadt heruntergestuft, was die Anzahl an Städten auf 8 senkt und die Anzahl an Kleinstädten um zwei erhöht. Die Kleinstadt Garagöl vereinigte sich mit Hazar, was die Anzahl an Kleinstädten auf 14 erhöht.

Die Städte sind hier aufgeführt, wobei Türkmenbaşy zusätzlich einen Status als Distrikt hat.
- Türkmenbaşy (Krasnovodsk)
- Bereket (Gazanjyk)
- Esenguly (Hasan Kuli)
- Etrek (Gyzyletrek)
- Garabogaz (Bekdaş)

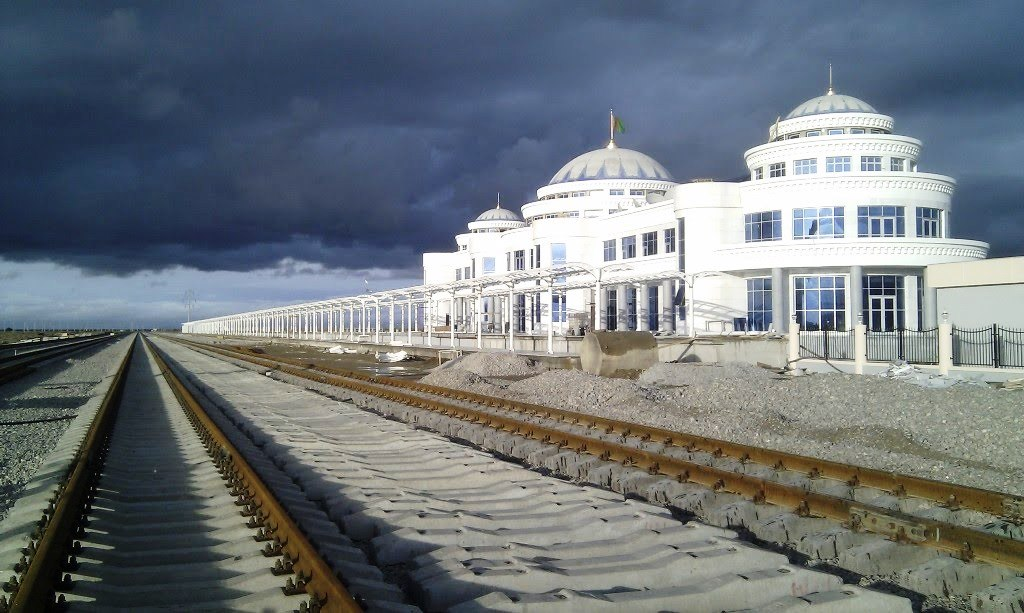
Bahnhof in Bereket

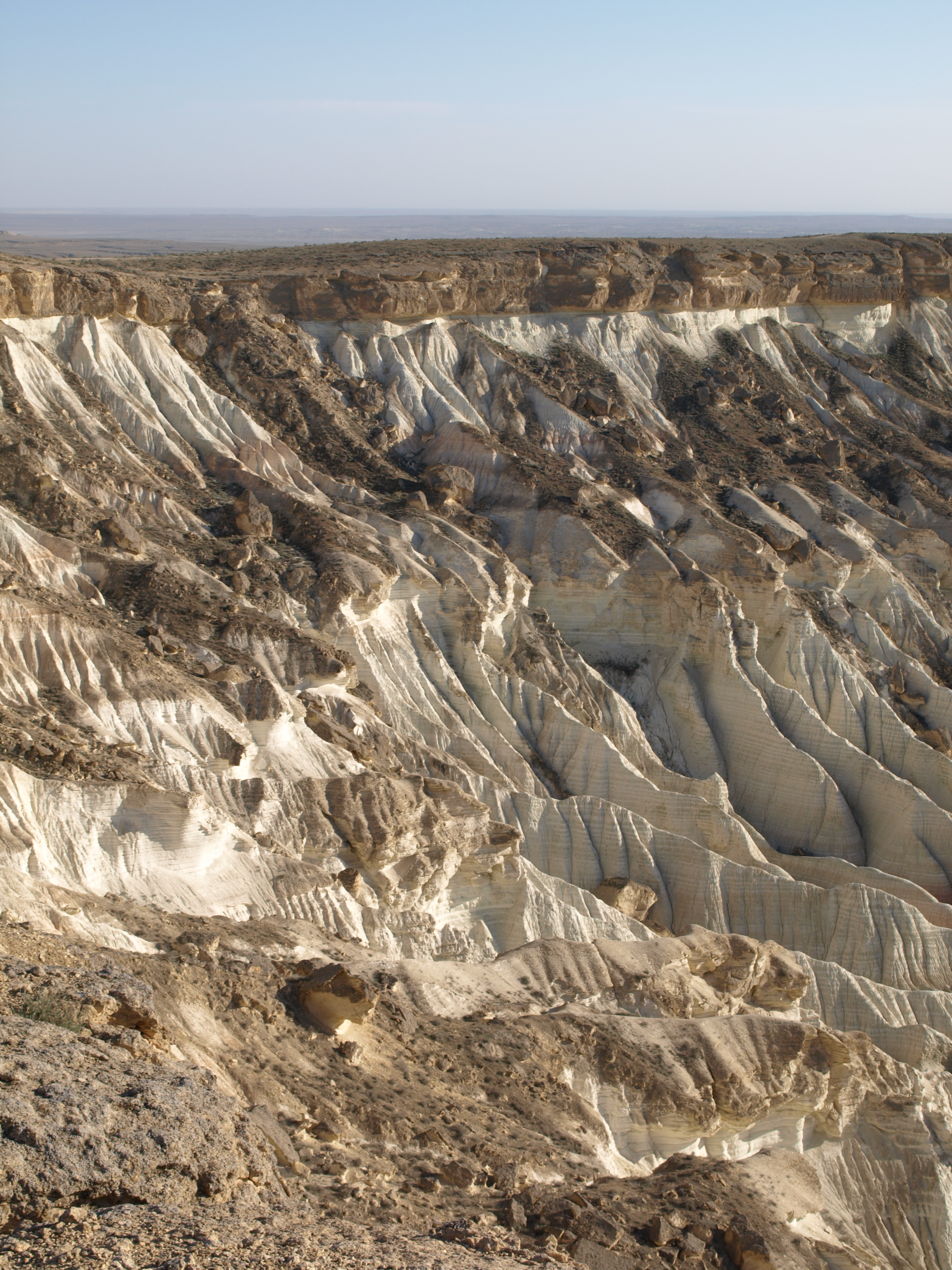
Wand des Yangykala-Canyons

- Gyzylarbat (von 1999 bis 2022 Serdar)
- Magtymguly (Garrygala)
- Balkanabat (Nebit-Dag)

## Industrie
2017 bis 2019 produzierte die Provinz diese Mengen an industriellen Produkten:
|                                                      | 2017     | 2018     | 2019    |
| Elektrizität Millionen kWs                           | 5,106.3  | 4,757.6  | 3,474.3 |
| Öl (schließt Gas-Kondensierungen ein) Tausend Tonnen | 10,237.9 | 10,120.9 | 9,146.4 |
| Natürliches Gas Milliarden m3                        | 10.5     | 10.5     | 9.7     |
| Benzin Tausend Tonnen                                | 1,828.1  | 1,830.1  | 1,707.6 |
| Kerosin Tausend Tonnen                               | 551.6    | 567.9    | 477.4   |
| Diesel Tausend Tonnen                                | 1,897    | 1,182    | 1,745   |
| Bunker-Öl Tausend Tonnen                             | 623      | 854.5    | 674     |
| Natriumsulfat Tausend Tonnen                         | 3.1      | 1.5      | 0.3     |
| Zement Tausend Tonnen                                | 888.2    | 731.2    | 402.6   |
| Ziegelsteine Millionen                               | 6.2      | 6.8      | 9.7     |
| Salz Tausend Tonnen                                  | 94.1     | 94.2     | 94.3    |

Turkmenistan’s größte Petrolum-Fabrik befindet sich in Türkmenbaşy.
Die Zement-Fabrik in Balkan wurde 2011 von der türkischen Firma Polimeks in Jebel gebaut und hat eine Höhstleistung von einer Millionen Tonnen pro Jahr.
Die Kiyanly Polymor-Fabrik wurde 2018 errichtet und hat eine Höhstleistung von 381 Tonnen Polyethylen pro Jahr. Sie kostete ungefähr 3.4 Milliarden Dollar und wurde von LG International, Hyundai Engineering, Toyo Engineering und Gap Inşaat gebaut. Die Fabrik spaltet Methan und Ethan um Polyethlen zu erhalten.
Alle drei Iod-Fabriken in Turkmenistan befinden sich in Balkan, eine in Balkanabat, eine in Hazar und eine in Bereket. Insgesamt wurden 2019 681,4 Tonnen Iod produziert.

## Transportation
Der M37 Highway beginnt beim Turkmenbashy International Seaport und führt 1200 km in Richtung Ashgabat und zur Grenze mit Usbekistan. Ein Netzwerk aus Straßen verbindet die bevölkersten Orte, darunter die P-15, P-16, P-17, P-18 und P-20 Highways. Schifffahrten werden in den Häfen von Turkmenbashy und Baku angeboten. Ein wichtiger Flughafen befindet sich ebenfalls in Turkmenbashy, es gibt aber auch kleinere Flughäfen in Balkanabat, Etrek, Garabogaz, Hazar und Jebel. Ein Militärflughafen befindet sich außerdem in Ýangyja.
Die transkaspische Eisenbahn beginnt ebenfalls in Turkmenbashy und reicht über Ashgabat, Mary und Turkmenabat nach Usbekistan. Zusätzlich zum Hafen in Turkmenbashy gibt es kleinere Häfen in Garabogaz und Gyýanly.